# Halve waarheid
De halve waarheid is een misleidende verklaring die enige elementen van de waarheid omvat. De verklaring kan gedeeltelijk waar zijn. De verklaring kan geheel waar zijn maar slechts een gedeelte van de hele waarheid omvatten. De verklaring kan ook bedrieglijke elementen omvatten, zoals foutieve interpunctie of een ambiguïteit. De opzet van een halve waarheid is te bedriegen, te ontwijken, de schuld af te schuiven of een verkeerde voorstelling van zaken te geven.
In de politiek zijn "halve waarheden" een veelvoorkomend verschijnsel. Zo nu en dan betichten politici elkaar ervan halve waarheden te gebruiken. Dat verwijt kan dan zelf echter ook een halve waarheid betreffen.
De Nederlandse taal heeft voor het zich bedienen van halve waarheden geen specifieke term, in tegenstelling tot bijvoorbeeld het Engels, waarin het paltering wordt genoemd (het komt in die betekenis onder meer reeds voor bij Shakespeare: "And be these juggling fiends no more believed, that palter with us in a double sense"). 